# Artonis bituberculata
Artonis bituberculata är en spindelart som först beskrevs av Tamerlan Thorell 1895. Artonis bituberculata ingår i släktet Artonis och familjen hjulspindlar.
Artens utbredningsområde är Myanmar. Inga underarter finns listade i Catalogue of Life.